# Canal d’Ille-et-Rance
De Ille is een thans bijna volledig gekanaliseerde rivier in Bretagne, Frankrijk. De naam is terug te vinden in die van het departement Ille-et-Vilaine. Sinds de kanalisering spreekt men eerder van het kanaal van Ille-et-Rance. De Ille is (was) een zijrivier van de Vilaine, die het water afvoert naar de Bretoense zuidkust. De Rance is een rivier die naar de Bretoense noordkust stroomt. Het kanaal vormt een noord-zuid-scheepvaartverbinding door het binnenland van Bretagne, die Rennes en Saint-Malo met elkaar verbindt.
Het kanaal bevindt zich voor het grootste deel in de bedding van de Ille en wordt gevoed door zijriviertjes zoals de Illet of kleine Ille te Saint-Grégoire bij Rennes. De Ille is zo goed als helemaal opgegaan in het kanaal, van bij de samenvloeiing met de Vilaine tot aan de sluizen van Hédé, die over de waterscheiding toegang geven tot de Rance.
De bouw van het kanaal is begonnen onder Napoleon. Over 84 kilometer doorkruist het kanaal 28 gemeenten, 16 van Ille-et-Vilaine en 12 van Côtes-d'Armor. Twee andere gemeenten, Feins en Gosné, zijn ook betrokken omdat zij het kanaal mee van water voorzien. Bij deze dertig gemeenten van de Ille, moeten nog de dertien gemeenten gevoegd worden die aan de Rance liggen.